# Enchant (ソフトウェア)
Enchant（エンチャント）は、様々な既存のスペルチェッカソフトウェアへのアクセスを統一するという目的でAbiWordワードプロセッサの一部として開発されている自由ソフトウェアプロジェクトである。
様々な既存の製品 / ライブラリに存在する機能の共通の一式を包み、そうするための安定したAPI / ABIを公開する。ライブラリが特定の機能を実装していない場合には、それをエミュレートする。
多数のバックエンドを同時に読み込むことが可能であり、2006年1月の時点では以下の6つのバックエンドをサポートしている。
- Aspell / Pspell（Ispellの代替を目指している）
- Ispell（古いが、デファクトスタンダードと見なされている）
- Hunspell / MySpell（OpenOffice.orgプロジェクトの他、Mozilla Firefox、Mozilla Thunderbird、SeaMonkeyでも使用されている）
- Uspell（主にイディッシュ語、ヘブライ語、そして東ヨーロッパの諸言語用 - AbiWordのCVSリポジトリにuspellモジュールとしてホストされている）
- Hspell（ヘブライ語用）
- AppleSpell（macOS用）

現在のところ、LGPLにあらゆるプラグインバックエンドを読み込んで使用することができるという許可条項を付け、ライセンスされている。これにより、様々なプラットフォーム（macOSやMicrosoft Officeほか）上でネイティブのスペルチェッカを使うことができ、ユーザーはスペルチェックに好みのサードパーティーの製品を使うことができることが保証される。